# Guy Stéphan
Guy Stéphan (Ploumilliau, 17 ottobre 1956) è un allenatore di calcio ed ex calciatore francese, assistente di Didier Deschamps in nazionale francese.

## Carriera
Ha guidato la nazionale senegalese alla Coppa d'Africa 2004, venendo eliminato ai quarti di finale per mano della Tunisia.
Dal 2012 è assistente di Didier Deschamps nella nazionale francese.

## Palmarès

### Giocatore
- Championnat National: 1

Orléans: 1983-1984